# Where Do You Think You're Going?
Where Do You Think You're Going? (tradotto in italiano Dove credi di andare?) è il titolo di una canzone dei Dire Straits, pubblicata nel 1979 come B-side del singolo Lady Writer.

## Il disco
Il testo è basato su un monologo del narratore che, non volendo rassegnarsi al fatto che la donna amata lo sta abbandonando, cerca di reagire con orgoglio. Dal punto di vista musicale, Where Do You Think You're Going? è considerato uno dei brani di maggior levatura dell'album Communiqué ed è impreziosito da una coda strumentale di notevole presa, caratterizzata da un ritmo sempre più incisivo e dai fraseggi delle due chitarre.
Nella raccolta Money for Nothing (1988) è presente una versione alternativa.